# Hilda of the Mountains
Hilda of the Mountains è un cortometraggio muto del 1913 interpretato da Louise Fazenda, Allan Forrest, Paul Machette, Lucille Young e Joe Rickson. La regia non è firmata.
Prodotto dalla Nestor Film Company e distribuito dall'Universal Film Manufacturing Company, il film uscì in sala il 26 novembre 1913.

## Produzione
Il film fu prodotto da David Horsley per la Nestor Film Company.

## Distribuzione
Il film - un cortometraggio in una bobina - uscì nelle sale cinematografiche statunitensi il 26 novembre 1926, distribuito dall'Universal Film Manufacturing Company.